# Laguna de Morón
La Laguna de Morón es un oasis de Perú, que se encuentra ubicado cerca del poblado de Bernales, en el distrito de Humay, provincia de Pisco, departamento de Ica.
Tiene una extensión de 300 metros de largo por 150 metros de ancho 8 metros de profundidad. Alberga variedad de flora y fauna como peces y aves. "Para visitar la laguna de Morón, lo primero que hay que hacer es dirigirse hacia la ciudad de Pisco. Desde Lima hay opciones desde 15 soles (www.redbus.pe) y el recorrido dura aproximadamente 4 horas. Puedes pedir bajar en San Clemente, que se encuentra un poco antes de llegar a Pisco."